# Jaroszki (województwo łódzkie)
Jaroszki – wieś w Polsce położona w województwie łódzkim, w powiecie brzezińskim, w gminie Brzeziny.
W latach 1975–1998 miejscowość administracyjnie należała do województwa skierniewickiego.
Na krańcu wsi, blisko granicy z Moskwą znajdują się stawy. Jaroszki leżą na terenie lekko pofałdowanym. Szosa przechodząca przez wieś jest kręta. 
Miejscowość zamieszkuje, oprócz wyznawców Kościoła Rzymskokatolickiego i Kościoła Starokatolickiego Mariawitów, niewielka diaspora Kościoła Katolickiego Mariawitów, którą opiekuje się parafia w Grzmiącej. Mariawici felicjanowscy z Jaroszek odprawiają adorację ubłagania 21. dnia każdego miesiąca.